# Howard W. Robison

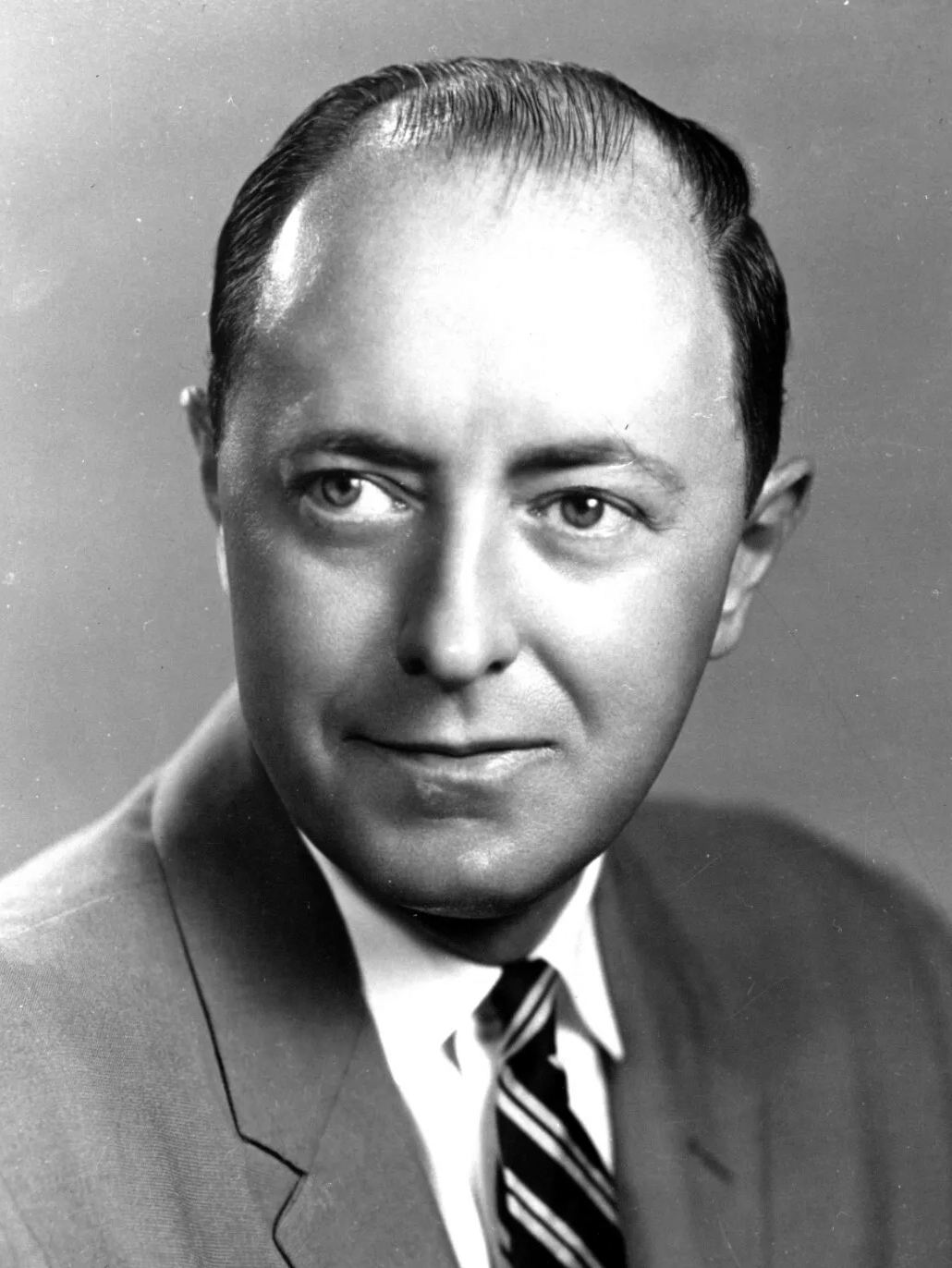
Howard W. Robison (1959)

Howard Winfield Robison (* 30. Oktober 1915 in Owego, New York; † 26. September 1987 in Rehoboth Beach, Delaware) war ein US-amerikanischer Politiker. Zwischen 1958 und 1975 vertrat er den Bundesstaat New York im US-Repräsentantenhaus.

## Werdegang
Howard Winfield Robison wurde während des Ersten Weltkriegs im Tioga County geboren. Er besuchte öffentliche Schulen in Owego. 1937 graduierte er an der Cornell University und 1939 an der rechtswissenschaftlichen Fakultät derselben Universität. Nach dem Erhalt seiner Zulassung als Anwalt 1939 begann er in Owego zu praktizieren. Zwischen 1942 und 1946 diente er im United States Army Counter Intelligence Corps. Dann war er von 1946 bis zu seiner Wahl in das US-Repräsentantenhaus County Attorney im Tioga County. Politisch gehörte er der Republikanischen Partei an.
Er wurde in einer Nachwahl im 37. Wahlbezirk von New York in den 85. Kongress gewählt, um dort die Vakanz zu füllen, die durch den Rücktritt von William Sterling Cole entstand. Sein Sitz im US-Repräsentantenhaus nahm er am 14. Januar 1958 ein. Bei den Kongresswahlen des Jahres 1958 wurde er in den 86. Kongress gewählt. Er wurde dann einmal wiedergewählt. 1962 kandidierte er im 33. Wahlbezirk von New York für den 88. Kongress. Nach einer erfolgreichen Wahl trat er am 4. Januar 1963 die Nachfolge von Clarence E. Kilburn an. Er wurde vier Mal in Folge wiedergewählt. Bei den Kongresswahlen des Jahres 1972 kandidierte er im 27. Wahlbezirk von New York erfolgreich für den 93. Kongress, wo er am 4. Januar 1973 die Nachfolge von John G. Dow antrat. Da er auf eine erneute Kandidatur 1974 verzichtete, schied er nach dem 3. Januar 1975 aus dem Kongress aus.
Zwischen 1975 und 1987 war er Vizepräsident für Kongressbeziehungen zu Association of American Railroads. Er lebte bis zu seinem Tod am 26. September 1987 in Rehoboth Beach. Sein Leichnam wurde auf dem Evergreen Cemetery in Owego bestattet.